# Romulea
Genre
Classification phylogénétique
Romulea est un genre de plantes herbacées bulbeuses de la famille des Iridaceae. Il comporte environ 80 espèces dont la répartition s'étend sur l'Europe, le bassin méditerranéen et l'Afrique du Sud.

## Description
Les Romulea sont des plantes mesurant de 10 à 15 cm à petit bulbe cailleux, les feuilles et les bulbes ressemblant à celle de Juncus effusus pour certaines, et celles de Allium triquetrum (l'ail à trois angles) pour d'autres.
La couleur de leurs fleurs varie du blanc au jaune, mauve-jaunâtre ou jaune-mauvâtre. Au sein d'une même espèce les variations de couleur sont très grande. Généralement ce n'est pas un bon critère d'identification. 

## Écologie
Plusieurs espèces dégagent une odeur nauséabonde quand elles sont écrasées. 
Le milieu humide favorisant la dissémination et le processus olfactif il s'agiraitt d'un procédé de défense et de protection contre les grands herbivores. 
La plante semble toxique (ou répulsive) pour la plupart des herbivores. Elle est pour cette raison considérée comme une espèce "parapluie" car elle protège de cette façon les autres espèces à proximité.

## Usages alimentaires
Selon l'ethnobotaniste François Couplan (2009), le bulbe de R. bulbocodium est ou a été parfois consommé. Il pousse en Europe en climat méditerranéen, mais en France on le trouve aussi sur le littoral atlantique gascon et dans certaines îles ; sur l’île d'Yeu, et en Espagne, il est parfois mâché (pour son goût de noisette) ;

## Liste des espèces
Selon World Checklist of Selected Plant Families (WCSP) (16 mai 2012) :
- Romulea albiflora J.C.Manning & Goldblatt (2001)
- Romulea albomarginata M.P.de Vos, J. S. African Bot. (1972)
- Romulea amoena Schltr. ex Bég. (1907)
- Romulea antiatlantica Maire, Bull. Soc. Sci. Nat. Maroc (1933)
- Romulea aquatica G.J.Lewis (1938)
- Romulea arnaudii Moret (2000)
- Romulea atrandra G.J.Lewis (1934)
- Romulea austinii E.Phillips (1923)
- Romulea autumnalis L.Bolus (1931)
- Romulea barkerae M.P.de Vos, J. S. African Bot. (1972)
- Romulea biflora (Bég.) M.P.de Vos, J. S. African Bot. (1972)
- Romulea bifrons Pau, Anales Soc. Esp. Hist. Nat. (1897)
- Romulea bocchierii Frignani & Iiriti (2008)
- Romulea bulbocodium (L.) Sebast. & Mauri (1818)
- Romulea camerooniana Baker (1876)
- Romulea cedarbergensis M.P.de Vos, J. S. African Bot. (1972)
- Romulea citrina Baker (1892)
- Romulea clusiana (Lange) Nyman, Syll. Fl. Eur. (1865)
- Romulea collina J.C.Manning & Goldblatt (2004)
- Romulea columnae Sebast. & Mauri (1818)
- Romulea congoensis Bég. (1938)
- Romulea corsica Jord. & Fourr. (1868)
- Romulea cruciata (Jacq.) Bég. (1907)
- Romulea cyrenaica Bég. (1907)
- Romulea dichotoma (Thunb.) Baker, J. Linn. Soc. (1877)
- Romulea discifera J.C.Manning & Goldblatt (2001)
- Romulea diversiformis M.P.de Vos, Ann. Univ. Stellenbosch, Reeks A (1953)
- Romulea eburea J.C.Manning & Goldblatt (2004)
- Romulea eburnea J.C.Manning & Goldblatt (2004)
- Romulea elliptica M.P.de Vos, J. S. African Bot. (1972)
- Romulea engleri Bég. (1907)
- Romulea eximia M.P.de Vos, J. S. African Bot. (1972)
- Romulea fibrosa M.P.de Vos, J. S. African Bot. (1972)
- Romulea fischeri Pax (1892)
- Romulea flava (Lam.) M.P.de Vos (1970)
- Romulea flexuosa Klatt (1882)
- Romulea florentii Moret (2000)
- Romulea gigantea Bég. (1907)
- Romulea gracillima Baker (1892)
- Romulea hallii M.P.de Vos, J. S. African Bot. (1972)
- Romulea hantamensis (Diels) Goldblatt (1970)
- Romulea hirsuta (Steud. ex Klatt) Baker, J. Linn. Soc. (1877)
- Romulea hirta Schltr. (1899)
- Romulea jugicola M.P.de Vos, J. S. African Bot. (1972)
- Romulea kamisensis M.P.de Vos, J. S. African Bot. (1972)
- Romulea komsbergensis M.P.de Vos, Ann. Univ. Stellenbosch, Reeks A (1953)
- Romulea leipoldtii Marais (1964)
- Romulea ligustica Parl. (1860)
- Romulea lilacina J.C.Manning & Goldblatt (2001)
- Romulea × limbarae Bég. (1907)
- Romulea linaresii Parl. (1839)
- Romulea longipes Schltr. (1898)
- Romulea lutea J.C.Manning & Goldblatt (2008)
- Romulea luteiflora (M.P.de Vos) M.P.de Vos, J. S. African Bot. (1972)
- Romulea macowanii Baker (1876)
- Romulea maculata J.C.Manning & Goldblatt (2001)
- Romulea malaniae M.P.de Vos, J. S. African Bot. (1972)
- Romulea maroccana Bég. (1936)
- Romulea melitensis Bég. (1907)
- Romulea membranacea M.P.de Vos, J. S. African Bot. (1972)
- Romulea minutiflora Klatt (1882)
- Romulea monadelpha (Sweet ex Steud.) Baker (1892)
- Romulea montana Schltr. ex Bég. (1907)
- Romulea monticola M.P.de Vos, J. S. African Bot. (1972)
- Romulea multifida M.P.de Vos, Ann. Univ. Stellenbosch, Reeks A (1953)
- Romulea multisulcata M.P.de Vos, J. S. African Bot. (1972)
- Romulea namaquensis M.P.de Vos (1955)
- Romulea nivalis (Boiss. & Kotschy) Klatt (1882)
- Romulea numidica Jord. & Fourr. (1866)
- Romulea obscura Klatt (1882)
- Romulea papyracea Wolley-Dod (1900)
- Romulea pearsonii M.P.de Vos, J. S. African Bot. (1972)
- Romulea penzigii Bég. (1908)
- Romulea petraea Al-Eisawi (2001)
- Romulea phoenicia Mouterde (1953)
- Romulea pratensis M.P.de Vos, J. S. African Bot. (1972)
- Romulea ramiflora Ten. (1827)
- Romulea requienii Parl. (1860)
- Romulea revelieri Jord. & Fourr. (1866)
- Romulea rosea (L.) Eckl. (1827)
- Romulea rupestris J.C.Manning & Goldblatt (2001)
- Romulea sabulosa Schltr. ex Bég. (1907)
- Romulea saldanhensis M.P.de Vos, J. S. African Bot. (1972)
- Romulea sanguinalis M.P.de Vos, J. S. African Bot. (1972)
- Romulea saxatilis M.P.de Vos, J. S. African Bot. (1972)
- Romulea schlechteri Bég. (1907)
- Romulea setifolia N.E.Br. (1932)
- Romulea singularis J.C.Manning & Goldblatt (2006)
- Romulea sinispinosensis M.P.de Vos, J. S. African Bot. (1972)
- Romulea sladenii M.P.de Vos, J. S. African Bot. (1972)
- Romulea speciosa (Andrews) Baker, J. Linn. Soc. (1877)
- Romulea sphaerocarpa M.P.de Vos, J. S. African Bot. (1972)
- Romulea stellata M.P.de Vos, J. S. African Bot. (1972)
- Romulea subfistulosa M.P.de Vos, Ann. Univ. Stellenbosch, Reeks A (1953)
- Romulea sulphurea Bég. (1907)
- Romulea syringodeoflora M.P.de Vos, Ann. Univ. Stellenbosch, Reeks A (1953)
- Romulea tabularis Eckl. ex Bég. (1907)
- Romulea tempskyana Freyn (1897)
- Romulea tetragona M.P.de Vos (1952)
- Romulea tortilis Baker (1904)
- Romulea tortuosa (Licht. ex Roem. & Schult.) Baker, J. Linn. Soc. (1877)
- Romulea toximontana M.P.de Vos, J. S. African Bot. (1972)
- Romulea triflora (Burm.f.) N.E.Br. (1929)
- Romulea tubulosa J.C.Manning & Goldblatt (2008)
- Romulea unifolia M.P.de Vos (1987)
- Romulea vaillantii Quézel (1952)
- Romulea villaretii Dobignard (1997)
- Romulea vinacea M.P.de Vos, J. S. African Bot. (1972)
- Romulea viridibracteata M.P.de Vos, J. S. African Bot. (1972)
- Romulea vlokii M.P.de Vos (1983)